# Wynne Prakusya
Wynne Prakusya (ur. 26 kwietnia 1981 w Surakarcie) – indonezyjska tenisistka.
Karierę sportową na kortach rozpoczęła w wieku trzynastu lat, biorąc udział w kwalifikacjach do niewielkiego turnieju cyklu ITF w Dżakarcie w 1994 roku. W następnym roku udanie zadebiutowała już w turnieju głównym, dochodząc do półfinału w grze singlowej. W 1997 roku wygrała swój pierwszy turniej w indonezyjskim mieście Bandung. W sumie wygrała dziewięć turniejów w grze singlowej i siedemnaście w deblowej w turniejach rangi ITF.
W rozgrywkach WTA zadebiutowała w 1996 roku w turnieju kwalifikacyjnym w Dżakarcie, a następnie z dziką kartą wystąpiła w turnieju głównym Surabai, ale odpadła w pierwszej rundzie. W następnych latach wielokrotnie brała udział w turniejach WTA, dochodząc nawet do półfinałów ale nigdy nie udało jej się wygrać żadnego turnieju w grze singlowej, wygrała natomiast dwa razy w grze deblowej.
Spore sukcesy jako juniorka odniosła w rozgrywkach wielkoszlemowych. W 1998 roku osiągnęła finał juniorskiego Australian Open a w Wimbledonie i US Open dotarła do ćwierćfinałów. W rozgrywkach seniorskich kilkakrotnie dochodziła do drugiej rundy.
W 2002 roku reprezentowała swój kraj na Igrzyskach azjatyckich, na których zdobyła złoty medal w grze singlowej i srebrny w grze deblowej (wspólnie z Angelique Widjaja).

## Wygrane turnieje

### Gra pojedyncza (ITF)
|    | Data       | Turniej        | Kat. | ($)    | Naw.     | Finalistka           | Wynik         |
| 1. | 03/08/1997 | Bandung        | ITF  | 10 000 | twarda   | Kyung-Joo Won        | 6:4, 7:6      |
| 2. | 08/02/1998 | Wellington     | ITF  | 10 000 | twarda   | Rewa Hudson          | 7:5, 6:2      |
| 3. | 25/04/1999 | Dżakarta       | ITF  | 10 000 | twarda   | Stanislava Hrozenská | 6:3, 6:4      |
| 4. | 30/07/2000 | Salt Lake City | ITF  | 50 000 | twarda   | Jessica Steck        | 4:6, 6:4, 7:6 |
| 5. | 16/05/2004 | Karuizawa      | ITF  | 25 000 | dywanowa | Sophie Ferguson      | 1:6, 6:3, 6:1 |
| 6. | 08/05/2005 | Tarakan        | ITF  | 10 000 | twarda   | Romana Tedjakusuma   | 6:4, 6:2      |
| 7. | 22/05/2005 | Ho Chi Minh    | ITF  | 25 000 | twarda   | Hsu Wen-hsin         | 6:4, 6:1      |
| 8. | 31/05/2005 | St. Joseph     | ITF  | 10 000 | twarda   | Sarah Riske          | 6:2, 6:4      |
| 9. | 13/05/2005 | Dżakarta       | ITF  | 25 000 | twarda   | Chuang Chia-jung     | 6:2, 6:4      |

### Gra podwójna (WTA)
|    | Data       | Turniej                            | Kat.          | ($)     | Naw.   | Partnerka | Finalistki                           | Wynik         |
| 1. | 23/07/2001 | Stanford, Bank of the West Classic | Kategoria II  | 565 000 | twarda | Janet Lee | Nicole Arendt Caroline Vis           | 3:6, 6:3, 6:3 |
| 2. | 10/02/2003 | Doha, Qatar Total Open             | Kategoria III | 170 000 | twarda | Janet Lee | María Vento-Kabchi Angelique Widjaja | 6:1, 6:3      |

## Finały juniorskich turniejów wielkoszlemowych

### Gra pojedyncza
| Końcowy wynik | Rok  | Turniej         | Nawierzchnia | Przeciwniczka   | Wynik finału |
| Finalistka    | 1998 | Australian Open | Twarda       | Jelena Kostanić | 0:6, 5:7     |